# 荒井切利
荒井切利（日语：／ Arai Cherī ?），日本漫畫家。女性。出身於福島縣。

## 簡歷
荒井切利曾以「津島良」的筆名創作於DNA工作室（現一迅社）出版的遊戲選集漫畫。。2003年1月，她以「荒井切利」的筆名在芳文社的4格漫畫雜誌《Manga Time Kirara》上以《三者三葉》首次亮相。之後，她也以「荒井切利」的筆名在選集漫畫中出現。
她目前居住在福島縣郡山市，參與了以與福島有緣的人物山本八重為原型的「萌之櫻」項目，並參與了花春酒造「萌之櫻」的插圖工作。2011年3月，她因福島第一核電廠事故而避難，所有連載一度中斷，但於7月恢復。
2014年1月，《未確認進行式》由動畫工房製作成動畫，共播出12集。同時發行了兩集OVA。
2016年4月，《三社三葉》由動畫工房製作成動畫，共播出12集。

## 作品列表

### 連載作品
- 三者三葉[2]（《Manga Time Kirara》〈芳文社〉2003年2月號—2019年1月號）
- 實音日記（日语：みおにっき）（《Manga Home》〈芳文社〉2004年3月號—2006年2月號）
- 結花日誌（《Manga Time（日语：まんがタイム）》〈芳文社〉2004年4月號—006年3月號）
- （《COMIC Gyutto！（日语：COMICぎゅっと!）》〈平和出版（日语：平和出版）〉第1號〈2004年7月〉—第3號〈2004年12月〉）
- 狐魅家族日記簿（《Manga Time Kirara MAX》〈芳文社〉2004年7月號—2012年8月號）
- 你和我的前世因緣（《Manga Time Kirara Forward》〈芳文社〉Vol.1〈2006年3月〉—2009年1月號）
- 總有一天會回來（日语：いつかまたかえる）（《漫畫4格KINGS Palette（日语：まんが4コマぱれっと）》〈一迅社〉Vol.1〈2006年9月〉—2009年3月號）
- Happy Trails！（《Manga Time Kirara Carat》〈芳文社〉2007年2月號—2008年7月號）
- 千金小姐酷奶爸（《Manga Time Kirara Carat》〈芳文社〉2009年5月號—2011年12月號）
- 未確認進行式（《漫畫4格KINGS Palette》〈一迅社〉2009年6月號—2022年4月號→《月刊ComicREX》2022年6月號[3]—2024年5月號[4]）
- 草莓蘇打水（日语：いちごの入ったソーダ水）（《Manga Time Kirara MAX》〈芳文社〉2012年11月號—2018年3月號）
- 緣相結，心相連。（《Manga Time Kirara》〈芳文社〉2019年7月號[5]—2022年10月號）

### 書籍

#### 漫畫
- 《三者三葉》，芳文社 〈Manga Time KR Comics〉 2004年—2019年，全14冊
- 《狐魅家族日記簿》，芳文社 〈Manga Time KR Comics〉 2006年—2012年，全6冊
  - （新裝版） 2016年，全2冊
- 《實音日記》，芳文社 〈Manga Time KR Comics〉 2006年，全1冊
- 《結花日誌》，芳文社 〈Manga Time KR Comics〉 2006年，全1冊
- 《MOON CHILD—TYPE-MOON作品集》，一迅社〈ID Comics DNA Media Comics Special〉 2006年，全1冊
- 《Happy Trails！》，芳文社 〈Manga Time KR Comics〉 2008年，全1冊
- 《你和我的前世因緣》，芳文社 〈Manga Time KR Comics Forward系列〉 2009年，全1冊
- 《總有一天會回來》，一迅社 〈ID Comics 4格KINGS Palette Comics〉 2009年，全1冊
- 《千金小姐酷奶爸》，芳文社 〈Manga Time KR Comics〉 2010年—2011年，全2冊
- 《未確認進行式》，一迅社 〈ID Comics 4格KINGS Palette Comics（至12冊）、REX Comics（13冊起）〉 2010年—2024年，全16冊
- 《草莓蘇打水》，芳文社 〈Manga Time KR Comics〉 2014年—2018年，全4冊
- 《Cherry etc. 荒井切利傑作集》，芳文社 〈Manga Time KR Comics〉 2016年，全2冊（上下冊）—第1冊（上冊）包含《實音日記》、《結花日誌》、《你和我的前世因緣》，第2冊（下冊）包含《Happy Trails！》、《千金小姐酷奶爸》。
- 《緣相結，心相連。》，芳文社 〈Manga Time KR Comics〉 2020年—，已出版2冊

#### 選集
- 漫畫派對 漫畫選集，一迅社 〈ID Comics DNA Comics〉2003年—2005年，VOL.14、VOL.16、VOL.20、VOL.22、VOL.25
- 幻想傳奇 4格KINGS，一迅社 〈ID Comics DNA Media Comics〉2003年
- 月姬 漫畫選集 7，一迅社〈ID Comics DNA Media Comics〉2003年
- 月姫 漫畫選集 8，一迅社〈ID Comics DNA Media Comics〉2003年
- 交響曲傳奇 漫畫選集，一迅社〈ID Comics DNA Media Comics〉2003年
- 向陽素描 漫畫選集 2，芳文社〈Manga Time KR Comics〉2007年
- 為《K-ON！輕音部》選集貢獻（原作：kakifly，《K-ON！輕音部 漫畫選集 Vol.2》2010年）
- 奇蹟、魔法、後悔（原案：Magica Quartet，《魔法少女小圓 漫畫選集》第2冊，2012年）—為《魔法少女小圓》選集貢獻。
- 未確認進行式 漫畫選集（2014年）封面插圖、封底
- 未確認進行式 漫畫選集 VOL.2（2014年）封底上的貓
- 未確認進行式 漫畫選集 VOL.3（2014年）封底
- 偶像大師 灰姑娘女孩 漫畫選集 SIDE：ANIMATION（2015年）插圖
- 請問您今天要來點兔子嗎？ 漫畫選集 2（2015年）插圖
- 封面下方漫畫（原作：Alexandre S.D. Celibidache，《櫻花任務 漫畫選集 1》2017年）—為《櫻花任務》選集貢獻。
- Slow Start 漫畫選集 1（2018年）插圖
- （原作：貓豆腐，《不當哥哥了！ 官方漫畫選集》第5冊，2024年）—為《不當哥哥了！》選集貢獻。
- 本日休業日（原作：Cygames，《賽馬娘 Pretty Derby 漫畫選集》2024年）—為《賽馬娘 Pretty Derby》選集貢獻。

### 同人漫畫
- MOON CHILD－TYPE-MOON作品集 ISBN 4-7580-0327-0（一迅社）

### 電視動畫
- 造夢同人誌（2007年）第1話預告插圖
- 犬神同學和貓山同學（2014年）第8話片尾插圖
- Anne Happy♪（2016年）第2話片尾插圖
- 政宗君的復仇（2016年）致敬插圖
- 春原莊的管理員小姐（2018年）第3話片尾插圖
- 天使降臨到我身邊！（2019年）第4話片尾插圖

### 遊戲
- 閃耀幻想曲（人物設定、監修）

### 其它
- 落花流水—為該漫畫的第2冊貢獻插圖。
- 當地萌角色（日语：萌えおこし）—她為福島縣會津若松市AREC合同會社「萌之櫻」企劃的山本八重（聲：佐倉綾音）繪製插圖[6]，其插圖也被用在花春酒造（日语：花春酒造）的萌酒小說和廣播劇CD上[7]。

## 腳註

## 外部連結
- 荒井切利的官方個人網站『 - C - 』，存于 （日語）
- 荒井切利的連續3個月發行特設官網！，存于 （日語）—《HAPPY TRAILS！（日语：ハッピーとれいるず!）》、《狐魅家族日記簿 (3)》、《三者三葉 (6)》等可試閱。
- 荒井切利的X（前Twitter） （日語） （2010年1月23日 8:00—） ※ UTC表示。